# Bills (udde)
Bills är en udde i Antarktis. Den ligger i Västantarktis. Argentina, Chile och Storbritannien gör anspråk på området.
Terrängen inåt land är huvudsakligen platt, men den allra närmaste omgivningen är varierad. Trakten är obefolkad. Det finns inga samhällen i närheten. 